# الجمعية الوطنية الانتقالية
في العراق، لعب المجلس الوطني المؤقت دور مجلس النواب العراقي للفترة ما بين عامي 2004 و2005 بعد انتهاء دور مجلس الحكم وقيام الحاكم المدني الأمريكي بول بريمر بتسليم حكم العراق للرئيس الجديد غازي الياور وتنصيب إياد علاوي رئيسا للورزاء في الحكومة المؤقتة. وتشكل المجلس طبقا لملحق قانون إدارة الدولة العراقية للفترة الانتقالية الذي صدر في 1 يونيو 2004

وانتهت مهمة المجلس الوطني بالبرلمان العراقي الذي انتخب في انتخابات يناير 2005 والذي كانت مهمته كتابة دستور جديد للعراق والتحضير لانتخابات لحكومة جديدة ومجلس نواب جديد.
وفي 1 2004 أدى أعضاء المجلس الوطني العراقي المؤقت (البرلمان) اليمين القانونية في الجلسة الافتتاحية التي عقدت في بغداد وسط إجراءات أمنية في محيط مقر انعقادها. وترأس الجلسة زعيم الاتحاد الوطني الكردستاني جلال طالباني بوصفه الأكبر سنا.ويتألف المجلس المؤقت من 100 شخصية هم 81 عضوا منتخبا و19 آخرين من أعضاء مجلس الحكم الانتقالي المنحل.
وكان المجلس انتخب في ختام أعمال المؤتمر الوطني العراقي الذي انعقد بين 15 و18 أغسطس/آب 2004 بحضور 1300 مندوب من كافة أنحاء العراق ومقاطعة تيارات سياسية فاعلة على الساحة السياسية العراقية.
ومن مهام المجلس إقرار الموازنة ومتابعة تطبيق القوانين من قبل الحكومة المؤقتة والعمل على تسهيل الانتخابات المرتقبة. ويحق له أن ينقض بأكثرية ثلثي أعضائه المراسيم الحكومية في مهلة عشرة أيام بعد إقرارها في مجلس الوزراء.
ويمثل المجلس التنوع الديني والقومي في العراق وهو يضم 64 عربيا و24 كرديا وستة من التركمان وممثلين عن كل الأقليات الأخرى، وربع أعضائه من النساء. وللمسلمين الشيعة 45 مقعدا مقابل 44 للسنة.

وقد انتخب المجلس فؤاد معصوم رئيساً له.

وفي 5 سبتمبر 2004 انتخب المجلس أربعة نواب لرئيسه هم جواد المالكي وحميد مجيد موسى وراسم العوادي ونصير عايف العاني.

## الأعضاء
تكونت قائمة الأعضاء من 40 شيعيا و25 سنيا و25 كرديا و6 من التركمان واثنين من المسيحيين ويزيدي واحد وصابئي واحد.
أما الأعضاء فهم:
1. صوناي طارق
2. رجاء العزاوي
3. فؤاد معصوم
4. أزهار عبد المجيد السامرائي
5. آلاء عبد الله سعدون
6. فريدون قادر عزيز
7. نصير عايف حبيب العاني
8. إياد أحمد عطية
9. حاتم جاسم مخلص
10. سعد عبد الرزاق حسين
11. فاروق عبد الله عبد الرحمن
12. علي بن الحسين
13. قادر عزيز
14. محمد حاجي محمود
15. كمال شاكر
16. عبد الخالق زنكنة
17. مشعان الجبوري
18. نزار حبيب الخيزران
19. أنور أحمد عبد العزيز
20. كمال محيي الدين
21. خسرو الجاف
22. سعد نايف مشعل الحردان
23. آسيا أحمد
24. زويتا احمد
25. هيام مصطفى
26. سعدي إسماعيل البرزنجي
27. منير عبدون
28. نهرو سعيد صافي
29. عبد اللطيف سبي
30. بيان نوري توفيق
31. حسين الجبوري
32. وليد محمد محمد صالح
33. سهى العزاوي
34. نوري المالكي
35. حسين الشعلان
36. حسين الصدر
37. حسين العوادي
38. توفيق الياسري
39. سعد الحديثي
40. سعد صالح جبر
41. عبد اللطيف المنشد
42. راسم العوادي
43. ستار الباير
44. محمد عباس
45. محمد رضا الغريفي
46. محمد تقي المولى
47. عباس البياتي
48. نبيل الموسوي
49. نديم الجابري
50. عبد الكريم العنزي
51. همام حمودي
52. وضاح حسن عبد الأمير
53. هادي العامري
54. ضاري الفياض
55. قاسم محمد تقي
56. جنان العبيدي
57. سحر جابر
58. ندى السوداني
59. عدنان الخوام
60. آمال موسى
61. خيال محمد مهدي الجواهري
62. حسين جلوب فرحان
63. علي سلمان
64. جواد العطار
65. التفات عبد السادة
66. منى علي شياع
67. حنان الفتلاوي
68. مؤيد العبيدي
69. فؤاد الدوركي
70. عبد الكريم العكيلي
71. أحمد الحكيم
72. وليد قيطان
73. ابتسام كوركيس بهنام
74. حكمت حكيم
75. سامية محمد عزيز خسرو
76. سامي أحمد علي
77. كاميران خيري سعيد
78. صبحي مبارك مال الله
79. وجدان ميخائيل
80. إيمان محمد يونس

أما أعضاء مجلس الحكم الذي شاركوا في الجمعية فهم:
1. أحمد الجلبي
2. محمد بحر العلوم
3. عبد العزيز الحكيم
4. أحمد البراك
5. رجاء الخزاعي
6. حميد مجيد موسى
7. عبد الكريم المحمداوي
8. سمير الصميدعي
9. صون كول جابوك
10. نصير الجادرجي
11. عدنان الباججي
12. مسعود البارزاني
13. جلال الطالباني
14. يونادم كنة
15. محمود عثمان
16. محسن عبد الحميد
17. دارا نور الدين
18. سلامة الخفاجي